# Мансур аль-Халадж
Мансур аль-Халадж (перс. منصور حلاج) (нар. 858 — 26 березня 922) — ісламський богослов і містик з південного Ірану (Фарс), представник суфізма. 26 березня 922 року був страчений за єресь.